# 卵圓頜光魚
卵圓頜光魚（学名：Ichthyococcus ovatus，又稱卵形颌光鱼，俗名嵌颌鱼）为輻鰭魚綱巨口鱼目光器鱼科颌光鱼属的其中一種鱼类。分布於全球三大洋：印度洋北非东岸、地中海、太平洋、大西洋以及南海等海域，屬深海魚類，棲息深度垂直分布约2500-50米，體長可達5.5公分。
其种加词“ovatus”意为“卵形的”。